# Rancho de José Herrera
Rancho de José Herrera är en ort i Mexiko.   Den ligger i kommunen Tenango del Valle och delstaten Mexiko, i den sydöstra delen av landet, 60 km sydväst om huvudstaden Mexico City. Rancho de José Herrera ligger 2 599 meter över havet och antalet invånare är 159.
Terrängen runt Rancho de José Herrera är kuperad åt sydväst, men åt nordost är den platt. Runt Rancho de José Herrera är det tätbefolkat, med 397 invånare per kvadratkilometer. Närmaste större samhälle är Metepec, 18,2 km norr om Rancho de José Herrera. I omgivningarna runt Rancho de José Herrera växer huvudsakligen savannskog.